# 横山美和
横山 美和（よこやま みわ、1978年6月30日 - ）は、元テレビ宮崎 (UMK)アナウンサーである。

## 来歴・人物
宮崎県宮崎市出身。宮崎県立宮崎大宮高等学校文科情報科、立教大学社会学部卒業。
放送大学学園所属アナウンサーを経て、2003年9月にUMKに入社。
日本テレビ系『ニュースの女王決定戦』で超ぶりっ子キャラクターを紹介され人気者に。幼児向け番組や番組の各コーナーでは、ロリ声でナレーションすることもあった。
2008年5月に宮崎県議会議員の西村賢と結婚。同年10月よりUMKの女性アナウンサー史上初の産休入り。同年12月28日に第1子（長女）出産。産休後UMKを退職。現在、株式会社ランドマークス（おすぎとピーコの事務所）のタレントとなりテレビ・ラジオで活躍中。

## 過去の担当番組
- UMKスーパーサタデーJAGA2天国
- うぃーく.COM
- みやざきゲンキTV - 総合司会者として登場するとともに「テルミー」としても登場していた。
- 大学の窓

## その他
- フリーアナウンサーの二宮朋子とは同期に当たる（年齢は異なる）。横山が放送大学→UMKという経歴なのに対し、二宮がUMK→放送大学という同期としては稀な関係。